# Georg Friedrich Meier
Georg Friedrich Meier (1718 - 1777) fue un filósofo alemán. Seguidor de Alexander Gottlieb Baumgarten, reformó la filosofía de Christian Wolff introduciendo elementos de la teoría empirista del conocimiento de John Locke. 

## Pensamiento
Fue uno de los responsables de la constitución de la hermenéutica. Su obra más importante es un Ensayo de un arte general de la interpretación. A diferencia de la tradición anterior, que entendía la hermenéutica sobre todo como una ciencia que operaba sobre discursos escritos, para él la hermenéutica tiene dos momentos. Por un lado, estudia los signos naturales puestos por Dios en el mundo, y por el otro, estudia los signos artificiales creados por el hombre. En los primeros, la perfección va de suyo, de tal modo que no hay ni ambigüedad ni plurivocidad en ellos. Esto le permite, entonces, desestimar el valor de la mantica y la astrología. En cambio, en los signos artificiales puestos por el hombre en el mundo la perfección no va de suyo, de tal modo que, para intentar la comprensión de los mismos, Meier establece una regla de prudencia. Esta regla dice que debemos dar crédito al autor, suponiendo que el mismo fue capaz de usar todas sus facultades para expresar aquello que se había propuesto. Partiendo de este principio, luego se verá, mediante la interpretación, si el autor realmente logró o no alcanzar dicha perfección.
- Datos: Q96172
- Multimedia: Georg Friedrich Meier / Q96172